# Comadre
Comadre est un groupe de screamo américain, originaire de Redwood City, une banlieue de San Francisco, en Californie. Il est composé d'anciens membres de Heartcrosslove, One's Own Ruin, What Life Makes Us, et Light this City.

## Biographie
Après avoir joué quelques concerts, et sorti une démo trois titres intitulée Coffin en mars, le groupe change de nom pour Comadre en automne 2004. Signifiant à la base « marraine », Comadre peut-être utilisé par extension pour désigner un bon ami de la famille avec qui il n’y a pas de lien de sang mais qui compte tout autant. C’est ainsi que se considère les membres du groupe les uns par rapport aux autres. Comadre est formé des cendres de deux groupes, One’s Own Ruin et Heart Cross Love. En mars 2004, la machine est enclenchée. En octobre 2004, ils publient leur premier album studio auto-produit, The Youth. Le groupe part ensuite en tournée sur la côte ouest américaine et attire l'intérêt du label Coldbringer Records auquel ils produiront un EP intitulé Songs About the Man en mai 2005. 
L’année suivante, en 2006, le groupe publie Burn Your Bones, d’abord au Japon sous le label Cosmic Note Records puis en autogestion aux États-Unis avec la structure Bloodtown Records créée pour l’occasion. Engagés, DIY, amoureux des tournées au bout du monde (au Japon notamment avec Endzweck) qui les aura vus subir une arrestation au Danemark (pour le seul motif de crise de politique intérieure à la suite des émeutes de Copenhague), le combo tournera en France, effectuant des dates avec Graf Orlock, et les français d’Aussitôt Mort, Celeste et Warsaw Was Raw. 
En décembre 2012, Comadre publie la chanson Summercide issue de leur prochain album à paraître. Au début de 2013, le groupe publie son quatrième et dernier album studio, l'éponyme Comadre,. En mars 2013, ils annoncent leur séparation ainsi qu'une tournée d'adieu.

## Style musical
Influencés selon leurs dires par des légendes de la scène punk hardcore comme Rites of Spring, Refused ou Kid Dynamite, les californiens en actes la jouent plutôt screamo de l’école Orchid ou Reversal of Man auxquels ils mêlent des lignes punk ou rock 'n' roll. Le style musical de Comadre est comparé à celui de groupes comme End on End, Funeral Diner et Envy.

## Membres
- Wesley Elsbree - batterie
- Juan Gabe - chant (Heartcrosslove)
- Kenny Gabe - guitare (Heartcrosslove)
- Jack Shirley - guitare (One's Own Ruin)
- Steven Shirley - basse (One's Own Ruin, Light this City)

## Discographie

### Compilations
- 2008 : Hector The Collector , sur la compilation The Emo Annihilation
- 2009 : Make Me Believe (Live), sur la compilation Live at The Atlantic Vol III: Fest Edition
- 2009 : Death and Taxes, sur la compilation Carry The Torche: A Tribute to Kid Dynamite